# Therapnes
Therapnes (Grieks: Θεράπνες) is een deelgemeente (dimotiki enotita) van de fusiegemeente (dimos) Sparta, in de Griekse bestuurlijke regio (periferia) Peloponnesos.
Op de oostelijke oever van de Eurotas tegenover Vapheio ligt het archeologisch terrein Therapne (Oudgrieks Θεράπνη), of Therapnai in het meervoud (Θεράπναι). 